# Ctenucha tapajoza
Ctenucha tapajoza là một loài bướm đêm thuộc phân họ Arctiinae, họ Erebidae.